# Tessa Violet
Tessa Violet Williams é uma cantora e compositora americana, influencer, atriz, diretora de videos e ex-modelo infantil.
Originalmente uma vlogger com o nome de usuário Meekakitty, Violet agora se concentra principalmente em sua carreira musical. Ela tem três álbuns de estúdio, Maybe Trapped Mostly Troubled (2014), Bad Ideas (2019) e MY GOD! (2023).

## Primeiros Anos
Tessa cresceu em Ashland, Oregon e atuou em produções teatrais no ensino médio. Ela criou seu canal no YouTube com o nome de Meekakitty em julho de 2006. Em 2007, Violet começou a fazer vlogs diários enquanto trabalhava em Hong Kong e na Tailândia como modelo.

## Carreira
Em 2011, Violet ganhou destaque após aparecer no videoclipe não-oficial da música 'Sail' de Awolnation, produzido pela colega criadora de conteúdo do YouTube, Nanalew. Este vídeo alcançou um sucesso viral, acumulando mais de 370 milhões de visualizações.. Em 24 de setembro de 2012, Violet apareceu no videoclipe "Cray Button" do Family Force 5 com Lecrae 

### 2014–2018:Maybe Trapped Mostly TroubledeHallowayEP
Violet lançou seu primeiro álbum Maybe Trapped Mostly Troubled em 18 de março de 2014. O álbum foi produzido por Seth Earnest no Maker Studios, com John Zappin como A&R. Apesar da falta de atenção da mídia, o disco estreou na décima posição na parada Billboard Heatseekers e vendeu 5.000 cópias nos primeiros três meses.
Violet lançou o single "Dream" de seu EP Halloway em 16 de setembro de 2016. O EP completo foi lançado em 14 de outubro de 2016. Ela lançou videoclipes para todas as músicas do projeto.

### 2018–2022:Bad Ideas
Em 2018, Violet revelou que estava trabalhando em seu segundo álbum, Bad Ideas . "Crush", o primeiro single do disco, foi lançado em 15 de junho de 2018. Um videoclipe dirigido por Big Forest foi lançado no YouTube no mesmo dia. Em dezembro de 2023, o videoclipe contava com mais de 100 milhões de visualizações no YouTube. O single fez com que Violet fosse apresentada no Artist On The Rise do YouTube. O álbum inteiro foi programado para ser lançado em 3 de agosto de 2018, mas foi adiado e previsto para ser lançado em três partes diferentes. A faixa-título do álbum, "Bad Ideas", foi lançada como single em 30 de novembro de 2018, junto com um videoclipe. "I Like (the idea of) You" foi lançado em maio de 2019. Ela lançou Bad Ideas (Act One) em julho de 2019, trazendo remixes dos três primeiros singles do projeto. O plano do projeto mudou então para lançar o resto do álbum de uma vez.
Em 25 de outubro de 2019, Violet lançou seu segundo álbum Bad Ideas . O álbum contém 11 faixas, 6 das quais foram lançadas como singles (Crush, Bad Ideas, I Like (the idea of) You e Games). A música foi lançada pelo selo T∆G MUSIC . . Para promover "Bad Ideas", Violet organizou uma série de eventos e performances conhecidos como "The Experience".
Em 5 de novembro, Violet participou de um remix da música "New Invention" de I Don't Know How But They Found Me .

### 2022 – presente:MY GOD!

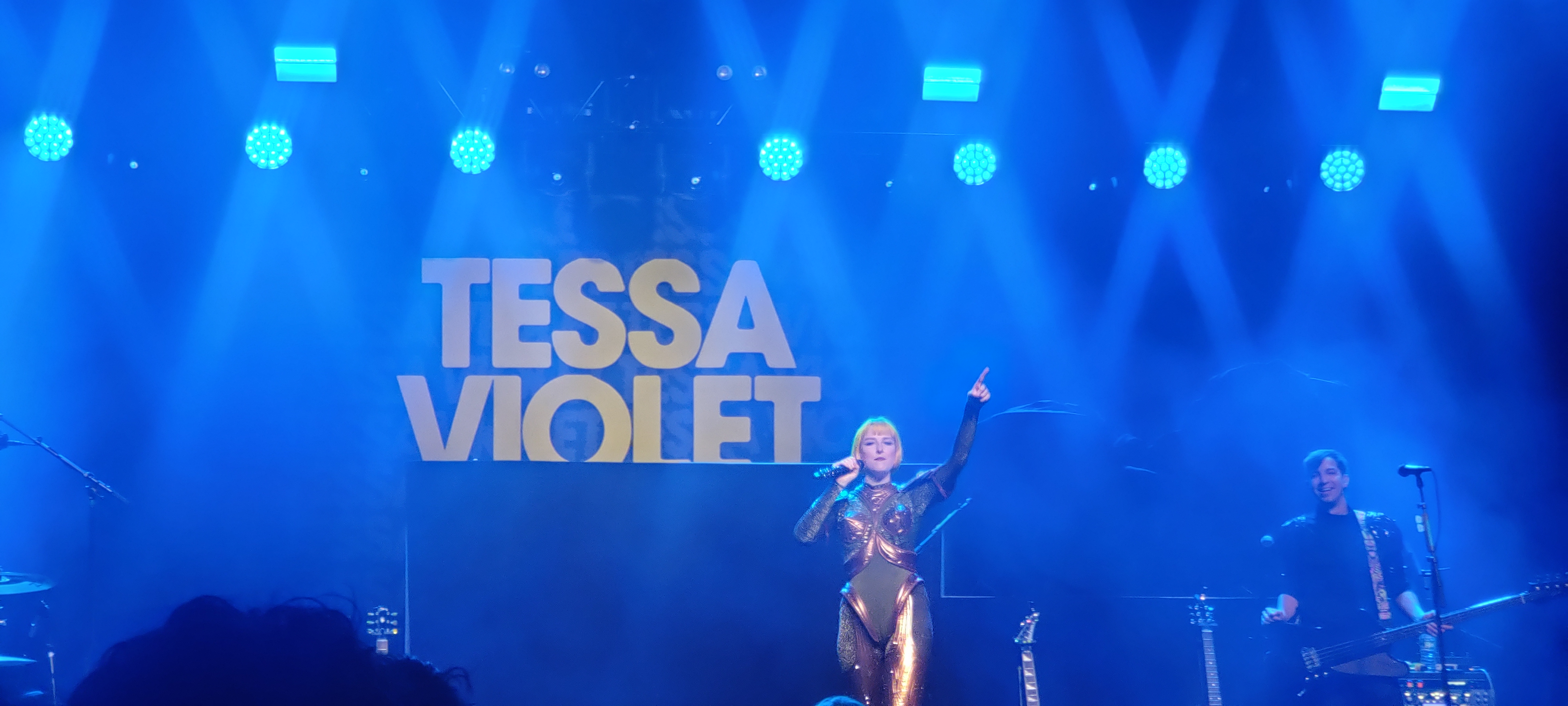
Tessa Violet se apresenta no Brooklyn Steel em 2023 como abertura do Half Alive.

Em 15 de fevereiro de 2022, Violet lançou "YES MOM", o primeiro single de seu terceiro álbum de estúdio. Após, ela acompanhou Cavetown em sua turnê pelos EUA em 2022,  atuando como artista de abertura juntamente com Addison Grace.
Em 29 de maio, Daysormay lançou uma versão de sua música "Role Model" com Violet. Em 1º de junho, Violet lançou o single "Breakdown", junto com o anúncio de sua turnê Rise of the Phoenix com shows de abertura de Will Joseph Cook e Daysormay, que durou de agosto a outubro de 2022. Em 9 de agosto, Violet lançou o single Kitchen Song, e em 7 de setembro, Violet participou do single "Gummy" de Will Joseph Cook, que também apareceu em seu álbum Every Single Thing (2022). Violet então fez o show de abertura da turnê de Cavetown no Reino Unido e na Europa em 2022 junto com Orla Gartland de outubro a novembro de 2022.
Em 21 de março de 2023, Violet lançou o single "You Are Not My Friend". Em abril e maio de 2023, Tessa fez os shows de abertura da turnê "Conditions of a Punk" de Half Alive.
Em 9 de junho, Violet lançou o single "MY GOD!", e anunciou seu terceiro álbum de estúdio MY GOD! , lançado em 14 de julho de 2023. Violet embarcou em uma turnê nos Estados Unidos e Europa de divulgação desse mesmo álbum, com Frances Forever sendo seu artista de abertura, de julho a setembro de 2023.
Em 13 de julho, Violet lançou um videoclipe para sua música "Bad Bitch", seguida pelo lançamento de uma versão single de "Play with Fire", com participação de Frances Forever, em 16 de Agosto.

## Influências
Violet cita artistas como Lorde, Bleachers, Lily Allen, Taylor Swift, Cavetown, Julia Michaels, e Fun  entre suas influências.  Em 2019, sua experiência em um concerto da banda PUP foi particularmente marcante, inspirando-a a explorar suas raízes influenciadas pelo punk. Essa inspiração foi crucial para a colaboração com lovelytheband na música "Games", onde Violet integrou elementos do punk ao seu estilo característico..

## Discografia

### Álbuns de estúdio
| Título                        | Detalhes do álbum                                                                                     | Posição mais alta na parada | Posição mais alta na parada |
| Título                        | Detalhes do álbum                                                                                     | Heatseekers EUA             | Indie dos EUA               |
| ----------------------------- | --- | --------------------------- | --------------------------- |
| Maybe Trapped Mostly Troubled | - Lançado: 18 de março de 2014 - Gravadora: Maker Music - Formatos: CD-R, download digital            | 10                          | 47                          |
| Bad Ideas                     | - Lançado: 25 de outubro de 2019 - Gravadora: T∆G Music - Formatos: LP, download digital, streaming   | 19                          | 48                          |
| My God!                       | - Lançado: 14 de julho de 2023 - Gravadora: T∆G Music - Formatos: LP, CD, download digital, streaming | -                           | -                           |

### Álbuns colaborativos
| Título                                                  | Detalhes do álbum                                                                        |
| ------------------------------------------------------- | ---------------------------------------------------------------------------------------- |
| You, Me, and Christmas (Como membro da People You Know) | - Lançado: 11 de novembro de 2014 - Gravadora: Auto-lançado - Formatos: download digital |
| Leaves and Branches (Como membro da People You Know)    | - Lançado: 23 de julho de 2015 - Gravadora: Auto-lançado - Formatos: download digital    |

### EPs
| Título                  | Detalhes do álbum                                                                         |
| ----------------------- | ----------------------------------------------------------------------------------------- |
| Halloway                | - Lançado: 18 de março de 2016 - Gravadora: Auto-lançado - Formatos: CD, download digital |
| Bad Ideas (Act One)     | - Lançado: 26 de julho de 2019 - Gravadora: T∆G Music - Formatos: Vinil, Download digital |
| Bad Ideas - The Remixes | - Lançado: 26 de julho de 2019 - Gravadora: T∆G Music - Formatos: download digital        |

### Músicas

#### Como artista principal
| Título                                            | Ano  | Albúmm           |
| ------------------------------------------------- | ---- | ---------------- |
| "Dream"                                           | 2016 | Halloway         |
| "Not Over You"                                    | 2016 | Halloway         |
| "Crush"                                           | 2018 | Bad Ideas        |
| "Bad Ideas"                                       | 2018 | Bad Ideas        |
| "I Like (the idea of) You"                        | 2019 | Bad Ideas        |
| "Games" (solo ou com lovelytheband)               | 2019 | Bad Ideas        |
| "Words Ain't Enough" (solo ou com Chloe Moriondo) | 2019 | Bad Ideas        |
| "Bored" (solo ou com MisterWives)                 | 2019 | Bad Ideas        |
| "Role Model" (com daysormay)                      | 2020 | Single sem álbum |
| "Yes Mom"                                         | 2022 | My God!          |
| "Breakdown"                                       | 2022 | My God!          |
| "Kitchen Song"                                    | 2022 | My God!          |
| "You Are Not My Friend"                           | 2023 | My God!          |
| "My God!"                                         | 2023 | My God!          |

#### Como artista em destaque
| Título                                                               | Ano  | Álbum                       |
| -------------------------------------------------------------------- | ---- | --------------------------- |
| "Where Did U Go" (Pop Culture com Tessa Violet)                      | 2017 | Single sem álbum            |
| "Crush + Someone Like You Mashup" (Pomplamoose com Tessa Violet)     | 2018 | Single sem álbum            |
| "Monster Mashup" (Pomplamoose com Tessa Violet)                      | 2018 | Single sem álbum            |
| "Smoke Signals" (Cavetown com Tessa Violet)                          | 2020 | Single sem álbum            |
| "New Invention" (I Dont Know How But They Found Me com Tessa Violet) | 2021 | Razzmatazz (Deluxe Edition) |
| "GUMMY" (Will Joseph Cook com Tessa Violet)                          | 2022 | Single sem álbum            |

#### Outras aparições
| Título                 | Ano  | Artistas | Álbum                                                 |
| ---------------------- | ---- | -------- | ----------------------------------------------------- |
| "I Wan'na Be Like You" | 2016 | —        | Everybody Loves Disney                                |
| "Cash Cash Money"      | 2016 | —        | The Matchbreaker (Original Motion Picture Soundtrack) |
| "Feelings Are Fatal"   | 2019 | mxmtoon  | plum blossom (the edits)                              |

### Vídeosclipes musicais
| Título                                  | Ano  | Diretor                    |
| --------------------------------------- | ---- | -------------------------- |
| "Sorry I'm Not Sorry"                   | 2016 | Evan Spencer Bruce         |
| "Dream"                                 | 2016 | Isaac White                |
| "Not Over You"                          | 2016 | Tessa Violet               |
| "Haze"                                  | 2016 | Sean O'Halloran            |
| "On My Own"                             | 2016 | Shawna Howson              |
| "I Don't Get to Say I Love You Anymore" | 2016 | Sean O'Halloran            |
| "Crush"                                 | 2018 | Jordan Harms & Isaac White |
| "Bad Ideas"                             | 2018 | Jade Ehlers                |
| "I Like (the idea of) You"              | 2019 | Jade Ehlers                |
| "Games"                                 | 2019 | Jade Ehlers                |
| "Bored"                                 | 2020 | Jade Ehlers                |
| "Words Ain't Enough"                    | 2020 | —                          |
| "Wishful Drinking"                      | 2020 | Rachel Reizin              |

| Título                           | Artista Original     | Ano  |
| -------------------------------- | -------------------- | ---- |
| Boats and Birds                  | Gregory and the Hawk | 2016 |
| I Wan'na Be Like You             | Disney Songs         | 2016 |
| Lonely Boy                       | The Black Keys       | 2016 |
| IF This is Love (com Jon Cozart) | N/A                  | 2016 |
| Moon Song (com Hazel Hayes)      | Karen O              | 2016 |
| Your Life Over Mine              | Bry                  | 2017 |
| Pity Party                       | Melanie Martinez     | 2017 |
| Cannibal Queen                   | Maniature Tigers     | 2017 |
| Teenage Dream (com Dodie)        | Katy Perry           | 2017 |
| Crazy (com Dodie)                | Patsy Cline          | 2017 |